# Ohwia
Ohwia H.Ohashi è un genere di piante della famiglia delle Fabacee (o Leguminose).

## Tassonomia
Comprende 2 specie:
- Ohwia caudata (Thunb.) H.Ohashi
- Ohwia luteola H.Ohashi